# 若槻哲雄

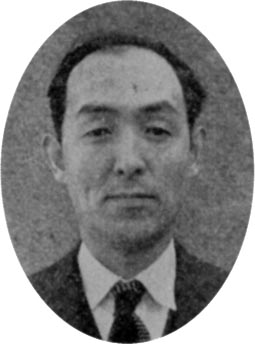
若槻哲雄

若槻 哲雄（わかつき てつお、1913年5月4日 - 1993年4月2日）は、日本の物理学者。専門は原子核物理学。第10代大阪大学総長。元大阪府教育委員長。長野県長野市出身。

## 経歴
- 1936年 - 大阪帝国大学理学部物理学科卒業。同学助手。
- 1947年 - 同助教授。
- 1953年 - 理学博士（大阪大学）。論文の題は「速い中性子の捕獲散乱について」[1]。
- 1955年 - 大阪大学教授。
- 1959年 - 理学部付属原子核実験所長。
- 1964年〜1965年 - 米国ケンタッキー大学客員教授。
- 1969年 - 理学部長。
- 1971年〜1973年 - 京都大学原子炉実験所教授を併任。
- 1975年 - 学長。
- 1979年 - 退官、名誉教授。
- 1986年 - 勲一等瑞宝章受章。